# Ungvári AC
Ungvári AC – węgierski klub piłkarski z siedzibą w Użhorodzie działający w latach 1906–1945. Był to pierwszy klub piłkarski założony w mieście.
W sezonie 1944/45 wystąpił w NB I.

## Historia
Klub został założony w 1906 jako Ungvári Atlétikai Club (Użgorodzki Atletyczny Klub). Sekcja piłkarska powstała w roku 1910. Ich pierwsze spotkanie miało miejsce w meczu towarzyskim w Sátoraljaújhely z miejscową drużyną (UAC przegrał 2:3). Zespół brał udział w rozgrywkach północnej i północno-wschodniej części Węgier. A w 1914 roku w mistrzostwach okręgu wygrał z zespołem Nagyváradi AC (obecnie Rumunia) i następnie zdobył prawo do udziału w finale mistrzostw Węgier. Jednak ze względu na rozpoczęcie I wojny światowej turniej finałowy nie był rozegrany. Pomimo działań wojennych, w latach 1917–1919 zespół rozegrał kilka meczów towarzyskich, w najważniejszym z których – z reprezentacją Budapesztu – UAC przegrał 1:2.
Po zakończeniu I wojny światowej Zakarpacie zostało przydzielone do Czechosłowacji i zgodnie z instrukcjami Związku Piłki Nożnej Czechosłowacji w 1920 roku zostały utworzone dwie żupy – „słowiańska” (drużyny piłkarskie narodowości czeskiej i słowackiej) oraz „zakarpacka” (Karpataijai Lobdoruho kerület) (węgierskie drużyny). Rozgrywki w każdej z żup odbywały się niezależnie.
W 1934 roku został reorganizowany system rozgrywek w całym kraju, połączone w jedyne mistrzostwa Czechosłowacji. Najlepsze kluby piłkarskie zostały podzielone na 5 dywizji: średnioczeska, prowincji czeskiej, morawsko-śląska, słowacko-podkarpacka oraz związku niemieckiego. Jak widać, system rozgrywek piłkarskich w Czechosłowacji prowadzony był z podziałem na narodowość. Dywizja słowacka została podzielona na dwie grupy – zachodnia (drużyny zachodniej i środkowej Słowacji) i Wschodniej (wschodnia Słowacja i Zakarpacie). Na podstawie dotychczasowych wyników sportowych do dywizji wschodniej słowacko-podkarpackiej zostały przydzielone dwa silniejsze słowiańskie kluby (Ruś Użhorod i ČsŠK Użhorod) i dwa węgierskie kluby, które zajęli dwa pierwsze miejsca w swoich mistrzostwach (MSE Mukaczewo i Beregszászi FTC). Później do nich dołączył i UAC.
Po upadku Czechosłowacji w 1939 roku Zakarpacie okazało się pod panowaniem Węgier. Najlepsze zakarpackie kluby (Ruś Użhorod, Ungvári AC, MSE Mukaczewo i Beregszászi FTC) w sezonie 1939/40 startowały w drugiej lidze (Nemzeti Bajnokság B, Felvidéki csoport). Jedynie Ruś Użhorod utrzymała się w lidze, a reszta zespołów spadła do III ligi.
W sezonie 1943/44 klub powrócił do II ligi (Nemzeti Bajnokság II, Rákóczi csoport) i zajął wysokie końcowe 2 miejsce. W następnym sezonie wygrał grupę (Nemzeti Bajnokság II, Északi csoport) i awansował do najwyższej ligi Mistrzostw Węgier. W sezonie 1944/45 debiutował w Nemzeti Bajnokság I. Po 3 meczach z 0 pkt zajmował ostatnie 16 miejsce, po czym mistrzostwa zostały przerwane z powodu działań wojennych.
Po przyjściu wojsk radzieckich w 1945 klub został rozformowany.

## Osiągnięcia
- Finalista mistrzostw Austro-Węgier: 1914.
- 16. miejsce w Nemzeti Bajnokság I – przerwana: 1944/1945.
- Mistrz Nemzeti Bajnokság II, Északi csoport: 1943/1944.
- Wicemistrz Nemzeti Bajnokság II, Rákóczi csoport: 1942/1943.
- W lidze (1 sezon) : 1944–1945.